# Erica procaviana
Erica procaviana är en ljungväxtart som först beskrevs av E.G.H. Oliver, och fick sitt nu gällande namn av E.G.H. Oliver. Erica procaviana ingår i släktet klockljungssläktet, och familjen ljungväxter. Inga underarter finns listade i Catalogue of Life.